# Елегия на Мадона Фиамета
„Елегия на мадона Фиамета“ е произведение на Джовани Бокачо. То е първата психологическа повест в Европа.
Структурирана е като дълъг монолог-изповед: той приема формата на дълго писмо от неаполитанско момиче „на изпратените в любовта жени“. Състои се от пролог и девет глави.
Творбата е посветена на Мария д'Акуино, чийто образ в произведението е Фиамета. Чрез елегията Джовани Бокачо отмъщава на любимата си Мария (която го е изоставила), като в историята си пише, че той я е зарязал.

## Сюжет
Лейди Фиаметта разказва трагичната си любовна афера с Панфило, като предупреждава за това други жени. Лейди Фиаметта и Панфило бързо се влюбват и имат афера, която приключва, когато Панфило се завръща във Флоренция.
Въпреки че той обещава да се завърне в Неапол, в крайна сметка тя осъзнава, че той има друга любовница във Флоренция. Разказът се върти около ревността и отчаянието на Фиамета, причинени от аферата, а не от развитието на отношенията ѝ с Панфило. Тя смята да се самоубие, но сестра ѝ я спира. Нейните надежди са подкрепени от новината, че в края на краищата Панфило се връща в Неапол.
|  | Тази страница частично или изцяло представлява превод на страницата Elegia di Madonna Fiammetta в Уикипедия на италиански. Оригиналният текст, както и този превод, са защитени от Лиценза „Криейтив Комънс – Признание – Споделяне на споделеното“, а за съдържание, създадено преди юни 2009 година – от Лиценза за свободна документация на ГНУ. Прегледайте историята на редакциите на оригиналната страница, както и на преводната страница, за да видите списъка на съавторите. ВАЖНО: Този шаблон се отнася единствено до авторските права върху съдържанието на статията. Добавянето му не отменя изискването да се посочват конкретни източници на твърденията, които да бъдат благонадеждни. |